# Sven Ulreich
Sven Ulreich (født 3. august 1988 i Schorndorf, Vesttyskland) er en tysk fodboldspiller, der spiller som målmand hos Bundesliga-klubben FC Bayern München. Han har spillet for klubben siden sommeren 2021.